# 남해스포츠파크 야구장
남해스포츠파크 야구장(Namhae Sports Park Baseball Stadium)은 대한민국 경상남도 남해군 서면 서상리에 있는 야구장이다. 1999년에 착공하여 2004년에 완공했다. 2013 시즌 NC 다이노스의 2군 임시 홈 구장으로 사용했다.